# Брише (Камник)
Брише (словен. Briše) — поселення в общині Камник, Осреднєсловенський регіон, Словенія. Висота над рівнем моря: 517,6 м.